# 俱多樂湖

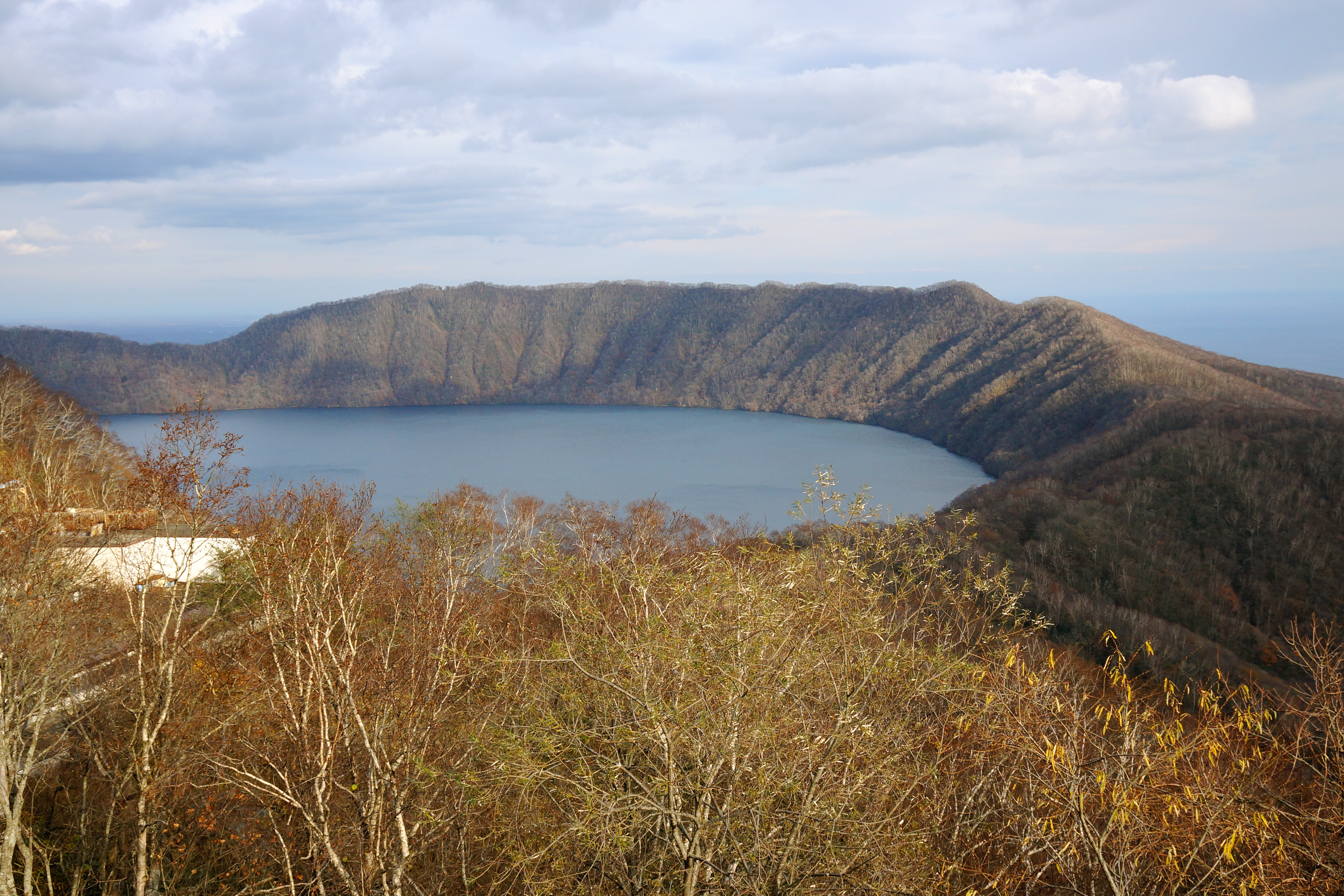
俱多樂湖

俱多樂湖（日语：倶多楽湖，くったらこ）是位於日本北海道西南部白老郡白老町的一個火山口湖。位於支笏洞爺國立公園的特別區域範圍之內。這一帶地區被日本氣象廳定位活火山。湖泊名稱系來自於愛努語的「kuttar-us-i-to」，意為「虎杖濱的湖泊」。倶多樂湖位於登別溫泉以東約2公里處，是一座直徑約為3公里，外形幾乎為圓形的湖泊。倶多樂湖並無任何河流流入或者流出，水質極佳，是日本透明度第二高的湖泊。

## 外部連結
- 倶多楽 （页面存档备份，存于） - 氣象廳
- 日本活火山総覧 第4版 倶多楽PDF - 氣象廳
- 日本の第四紀火山 倶多楽カルデラ・登別 - 產業技術綜合研究所 地質調査綜合センター